# Szaliha Dilasub szultána

## Élete
Szerb származású volt, eredeti neve Katerina.
Ő lett Ibrahim első ágyasa trónra lépése után, és 1642. április 15-én megszülte egyetlen biztos fiát, Şehzade Szulejmánt (a leendő II. Szulejmánt), és ő lett a második Haszeki Turhan szultán után. Ibrahim uralkodása alatt napi 1300 aspers volt az ösztöndíja.[3] Bolu Sanjak jövedelmét is neki ajándékozta.[4] Egyszerű szívű, élénk és vidám karakterű nőként írták le.[1]
Ibrahim szultán 1648-as leváltása és halála után legidősebb fia, IV. Mehmed, aki mindössze három hónappal idősebb saját fia, Szulejmán lépett a trónra, majd Saliha Dilaşub a régi palotában telepedett le. Ez harminckilenc év börtönbüntetést hozott a régi palotában.[5]
1652-ben Mehmed anyja, Turhan Sultan és anyósa, Kösem Sultan közötti konfliktus megváltoztathatta a szerencséjét, hiszen ő maga válhatott Valide szultánává. Kösem azt tervezte, hogy megöli menyét, és unokáját, Mehmed szultánt a yeniçeri hadtest néhány magas rangú tisztje segítségével letaszítja trónjáról, és Şehzade Szulejmánt akarta a trónra ültetni, mert Kösem úgy gondolta, hogy ő és anyja jobban irányíthatóak. Meleki Hatun azonban figyelmeztette Turhant, akinek 1651-ben sikerült megfojtania anyósát az eunuchok segítségével a Háremben. Maga Saliha Dilaşub is megmenekült a kivégzéstől, mivel Turhan és fia, IV. Mehmed elleni összeesküvéssel gyanúsították meg. [6][7]
1672–1673-ban alapítványt hozott létre Isztambulban.[8]
1687-ben IV. Mehmedet leváltották, a trónt II. Szulejmán, Saliha Dilaşub fia foglalta el, és ő lett a következő érvényes szultán.[9]
1688 júliusában követte fiát Edirne-be, ahol 39 évnyi különélés után először látta újra.[10]

## Gyermekei
Ibrahimmal együtt Saliha Dilaşubnak csak egy fia volt: II. Szulejmán (Topkapı-palota, Isztambul, 1642. április 15. – Edirne-palota, Edirne, 1691. június 22., eltemették a Szulejmán-mecsetben, Isztambulban). Az Oszmán Birodalom szultánja.
Nem tudni biztosan, hogy voltak-e más gyermekei, de ha Saliha Dilaşub valóban Ibrahim első ágyasa volt, valószínűleg legalább a legidősebb lányának az anyja volt: Safiye Sultan (Isztambul, 1640 -?). Feleségül vette Baki Beyt, Hezarpare Ahmed Paşah nagyvezír fiát, első feleségétől.

## Halála
1690. január 3-án halt meg az Edirne-palotában, egy évig beteg és ágyhoz kötött volt. Az isztambuli Szulejmán-mecsetben, Nagy Szulejmán mauzóleumában temették el.[10][5]
Elődje Turhan Hatidzse szultána, utódja Emetullah Rábia Gülnuş.

## Fordítás
Ez a szócikk részben vagy egészben  a   Saliha Dilaşub Sultan című angol Wikipédia-szócikk ezen változatának fordításán alapul.  Az eredeti cikk szerkesztőit annak laptörténete sorolja fel. Ez a jelzés csupán a megfogalmazás eredetét és a szerzői jogokat jelzi, nem szolgál a cikkben szereplő információk forrásmegjelöléseként.